# (4878) Gilhutton
(4878) Gilhutton est un astéroïde de la ceinture principale.

## Description
(4878) Gilhutton est un astéroïde de la ceinture principale. Il fut découvert le 18 juillet 1968 à Cerro El Roble par Carlos Torres et S. Cofré. Il présente une orbite caractérisée par un demi-grand axe de 2,29 UA, une excentricité de 0,15 et une inclinaison de 6,2° par rapport à l'écliptique.

## Compléments